# Scikit-learn
scikit-learn  (precedentemente noto come scikits.learn) è una libreria open source di apprendimento automatico per il linguaggio di programmazione Python.
Contiene algoritmi di classificazione, regressione e clustering (raggruppamento) e macchine a vettori di supporto, regressione logistica, classificatore bayesiano, k-mean e DBSCAN, ed è progettato per operare con le librerie NumPy e SciPy.

## Implementazione
Scikit-learn è in gran parte scritto in Python e utilizza NumPy ampiamente per operazioni di algebra lineare e array ad alte prestazioni. Inoltre, alcuni algoritmi di base sono scritti in Cython per migliorare le prestazioni. Le macchine vettoriali di supporto sono implementate da un wrapper Cython attorno a LIBSVM; regressione logistica e macchine vettoriali di supporto lineare da un wrapper simile intorno a LIBLINEAR. In tali casi, potrebbe non essere possibile estendere questi metodi con Python.
Scikit-learn si integra bene con molte altre librerie Python, come Matplotlib e plotly per la stampa, NumPy per la vettorizzazione degli array, i dataframe Pandas, SciPy e molte altre.